# John Payne (graveur)
Pour les articles homonymes, voir John Payne et Payne.
John Payne, né vers 1607 à Londres et mort en 1647 ou 1648, est un graveur anglais.

## Biographie
John Payne est né vers 1607 à Londres. Il est le fils du peintre irlandais William Payne. Élève de Simon de Pars, il mérite d'être cité comme le premier des graveurs anglais qui ait laissé quelques planches remarquables. Sa plus ancienne gravure est datée de 1620; on connait de lui un grand nombre de portraits, parmi lesquels nous citerons : W. Shakespeare, Hugh Broughton, Roger Balton, Sir Edward Coke, Algernon Percy, Comte de Mansfeld, Comtesse Elisabeth de Huntingdon, Henri VIII, les frontispices de la Vie de Henri VII de Bacon, des Emblèmes de George Wilher, plusieurs planches d'après Mytens, Jansen, Van Dyck; il a aussi gravé quelques vues de paysages, des animaux, des fruits, etc., et une vaste composition en deux planches représentant le vaisseau Royal Sovereyn. Il meurt en 1647 ou 1648, avant ses quarante ans.